# Division One (1895/1896)
Division One (1895/96) – był to 6. w historii sezon szkockiej pierwszej klasy rozgrywkowej w piłce nożnej. Sezon rozpoczął się 10 sierpnia 1895, a zakończył się 4 kwietnia 1896. Brało w niej udział 10 zespołów, które grały ze sobą systemem „każdy z każdym”. Tytułu mistrzowskiego nie obronił Heart of Midlothian. Nowym mistrzem Szkocji został Celtic, dla którego był to 3. tytuł w historii klubu. Koronę króla strzelców zdobył Allan Martin, który strzelił 19 bramek.

## Zasady rozgrywek
W rozgrywkach brało udział 10 drużyn, walczących o tytuł mistrza Szkocji w piłce nożnej. Każda z drużyn rozegrała po 2 mecze ze wszystkimi przeciwnikami (razem 18 spotkania).

## Drużyny
| Uczestnicy poprzedniej edycji                                                                                 | Uczestnicy poprzedniej edycji | Uczestnicy poprzedniej edycji | Uczestnicy poprzedniej edycji |
| --- | ----------------------------- | ----------------------------- | ----------------------------- |
| HRT | Heart of Midlothian           | 1                             |                               |
| CEL | Celtic                        | 2                             |                               |
| RAN | Rangers                       | 3                             |                               |
| THL | Third Lanark                  | 4                             |                               |
| STM | St. Mirren                    | 5                             |                               |
| BER | St Bernard’s                  | 6                             |                               |
| CLY | Clyde                         | 7                             |                               |
| DNE | Dundee                        | 8                             |                               |
| DUM | Dumbarton                     | 9                             |                               |
| Awans z Scottish Division Two 1894/95                                                                         |                               |                               |                               |
| HIB | Hibernian                     |                               |                               |
| Oznaczenia: - kolumna pierwsza – skróty nazw drużyn, - kolumna trzecia – miejsce zajęte w poprzednim sezonie. |                               |                               |                               |

## Stadiony
| Miasto    | Stadion             | Klub                |
| --------- | ------------------- | ------------------- |
| Dumbarton | Boghead Park        | Dumbarton           |
| Dundee    | Dens Park           | Dundee              |
| Edynburg  | Tynecastle Stadium  | Heart of Midlothian |
| Edynburg  | Easter Road Stadium | Hibernian           |
| Edynburg  | Powderhall Stadium  | St Bernard’s        |
| Glasgow   | Celtic Park         | Celtic              |
| Glasgow   | Barrowfield Park    | Clyde               |
| Glasgow   | Ibrox Park          | Rangers             |
| Glasgow   | Cathkin Park        | Third Lanark        |
| Paisley   | St. Mirren Park     | St. Mirren          |

## Tabela końcowa
| Lp. | Drużyna                 | M  | Z  | R | P  | Bramki | Bramki | Różn. | Pkt | Uwagi                    |
| --- | ----------------------- | -- | -- | - | -- | ------ | ------ | ----- | --- | ------------------------ |
| 1   | Celtic (M)              | 18 | 15 | 0 | 3  | 64     | 25     | +39   | 30  |                          |
| 2   | Rangers                 | 18 | 11 | 4 | 3  | 57     | 39     | +18   | 26  |                          |
| 3   | Hibernian               | 18 | 11 | 2 | 5  | 58     | 39     | +19   | 24  |                          |
| 4   | Heart of Midlothian (P) | 18 | 11 | 0 | 7  | 68     | 36     | +32   | 22  |                          |
| 5   | Dundee                  | 18 | 7  | 2 | 9  | 33     | 42     | −9    | 16  |                          |
| 6   | St Bernard’s            | 18 | 7  | 1 | 10 | 36     | 53     | −17   | 15  |                          |
| 6   | Third Lanark            | 18 | 7  | 1 | 10 | 47     | 51     | −4    | 15  |                          |
| 8   | St. Mirren              | 18 | 5  | 3 | 10 | 31     | 51     | −20   | 13  |                          |
| 9   | Clyde                   | 18 | 4  | 3 | 11 | 39     | 59     | −20   | 11  |                          |
| 10  | Dumbarton (S)           | 18 | 4  | 0 | 14 | 36     | 74     | −38   | 8   | Spadek do First Division |

## Wyniki
| Gospodarz \ Gość    | CEL | CLY | DUM | DNE  | HRT | HIB | RAN | BER | STM | THL |
| Celtic              |     | 3:0 | 3:0 | 11:0 | 0:5 | 3:1 | 6:2 | 2:1 | 4:0 | 7:0 |
| Clyde               | 1:5 |     | 5:1 | 0:1  | 1:2 | 0:3 | 2:2 | 5:0 | 1:3 | 2:7 |
| Dumbarton           | 2:3 | 5:4 |     | 1:2  | 2:9 | 1:3 | 3:5 | 4:3 | 4:2 | 2:4 |
| Dundee              | 1:2 | 1:2 | 4:1 |      | 5:0 | 2:0 | 1:3 | 4:1 | 1:1 | 2:0 |
| Heart of Midlothian | 1:4 | 9:1 | 7:0 | 2:0  |     | 4:3 | 1:2 | 6:0 | 5:1 | 3:0 |
| Hibernian           | 4:2 | 4:3 | 7:2 | 3:1  | 3:2 |     | 1:1 | 2:3 | 5:1 | 2:5 |
| Rangers             | 2:4 | 4:4 | 3:1 | 3:1  | 7:2 | 4:0 |     | 2:0 | 3:3 | 0:4 |
| St Bernard’s        | 3:0 | 1:4 | 4:3 | 4:2  | 0:5 | 2:5 | 3:4 |     | 4:3 | 4:1 |
| St. Mirren          | 1:3 | 2:2 | 1:3 | 3:1  | 2:1 | 1:3 | 1:7 | 1:3 |     | 3:2 |
| Third Lanark        | 1:2 | 6:2 | 5:2 | 3:4  | 5:4 | 2:7 | 2:3 | 0:0 | 0:2 |     |

Źródło: SPFL.co.uk
Objaśnienia:
1Drużyna gospodarzy jest wymieniona po lewej stronie tabeli.
Kolory: zielony – zwycięstwo gospodarzy, żółty – remis, różowy – zwycięstwo gości.